# Миккельсен, Яннике
Яннике Джейн Миккельсен (Jannicke Jane Mikkelsen) — норвежская кинематографист и астронавт-участница спонсированной Ван Чунем частной пилотируемой космической миссии Fram2.

## Жизнь и карьера[2][4]
Миккельсен, Яннике Джейн родилась 8 июня 1986 года в столице Шотландии Эдинбурге. Решив посвятить себя киноискусству, Яннике с отличием окончила соответствующие высшие учебные заведения в Великобритании и Норвегии, получив степени бакалавра и магистра. Ее профессиональная деятельность связана с применением в кинопроизводстве инновационных технологий стереоскопии и виртуальной реальности. Как кинооператор, режиссер и сценарист Миккельсен принимала участие в создании ряда художественных и документальных фильмов и кинорепортажей. Но главные карьерные успехи пришли к ней при использовании новых методов в экстремальных условиях, например, в Арктике. Яннике -рекордсмен (вместе с экипажем самолета Gulfstream G650ER) Книги рекордов Гиннесса по самому быстрому кругосветному перелету вокруг Земли через оба ее полюса с прямой трансляцией, которую она вела с борта самолета. Это путешествие получило логическое продолжение. В декабре 2023 года Миккельсен была приглашена присоединиться к организованной и спонсированной Ван Чунем первой космической миссии человека на орбиту над Северным и Южным полюсами Земли — Fram2.

## Космический полёт
Частная миссия Fram2, в которой Яннике Миккельсен получила статус командира корабля, продолжительностью 3 суток 14 часов 33 минуты была реализована на многоразовом космическом корабле Crew Dragon Resilience в период с 1-го по 4-е апреля 2025 года. Это был первый пилотируемый космический полет по полярной орбите Земли. Во время полета экипаж провел 22 эксперимента, включая первые медицинские рентгеновские снимки, сделанные на орбите.